# 鶴居村

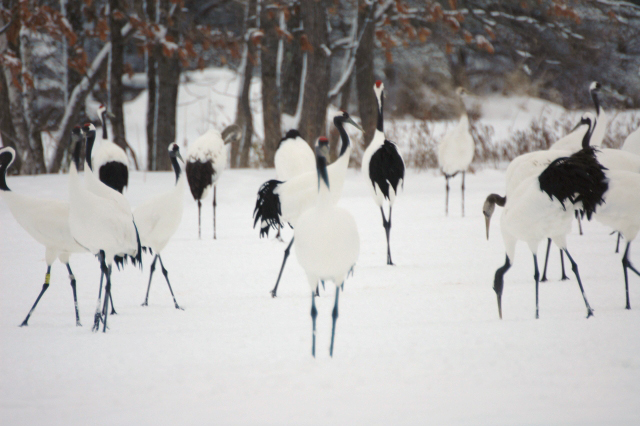
タンチョウ（鶴居村鶴見台で撮影）

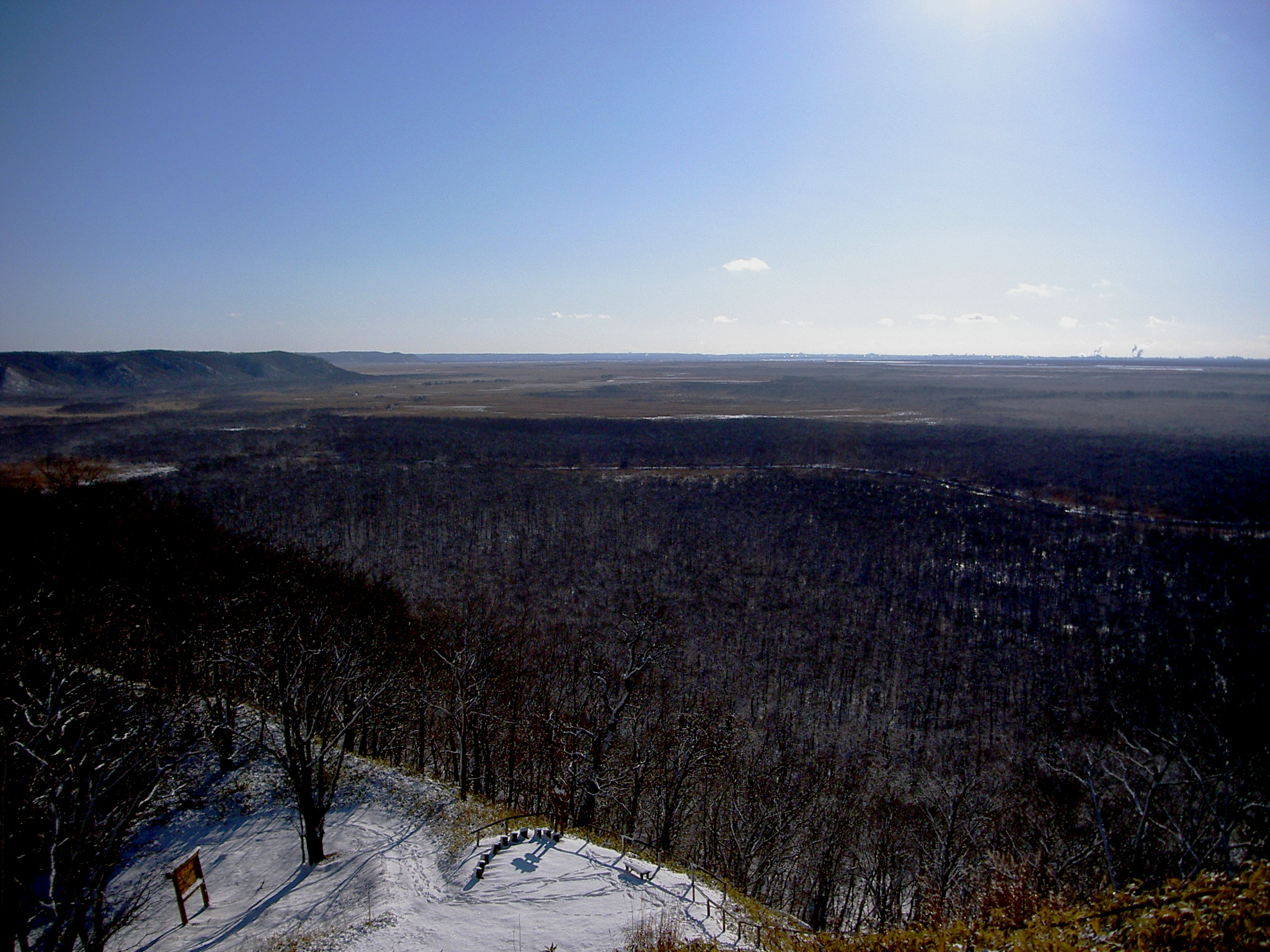
釧路湿原。山崎山林・山﨑岬からの宮島岬・岩保木水門方面

鶴居村（つるいむら）は、北海道釧路総合振興局管内の阿寒郡にある村。現在、釧路総合振興局では唯一の村となっている。
「日本で最も美しい村」連合に加盟している。「タンチョウが住まう暮らし」、および「酪農大地の景観」がその登録地域資源である。
釧路空港に近く、釧路湿原国立公園を眼下に見ることができる、自然環境が豊富な下幌呂地区に分譲住宅地を展開している。新興住宅地では、一世帯当たりの敷地面積を200坪前後にした空間が整備され、釧路湿原などの広大な自然環境と手厚い福祉・医療事業の施策による住みやすさから、全国各地から子育て世代などの移住者が増加している。令和2年国勢調査の速報集計結果では釧路管内で唯一、人口が増加している。

## 村名の由来
タンチョウの棲息地であることに因む。

## 地理
釧路総合振興局管内のほぼ中央に位置する。阿寒カルデラを貫流する雪裡川、幌呂川、久著呂川の3河川の流域に広がる原野で構成される。
村の標高の最低地点は南部の湿原地帯で3.6メートル、最高地点は阿寒山麓の原始林帯で812メートルである。
人口は釧路総合振興局の市町村中で最も少ない。
- 山:
- 河川: 幌呂川、雪裡（セツリ）川、茂雪裡（モセツリ）川
- 湖沼:

## 気候
ケッペンの気候区分によると、鶴居村は亜寒帯湿潤気候または湿潤大陸性気候に属する。寒暖の差が大きく気温の年較差、日較差が大きい顕著な大陸性気候である。降雪量が多く、豪雪地帯に指定されている。冬季は-20℃を下回る気温が観測されることが珍しくなく、寒さが厳しい。
| 鶴居（1991年 - 2020年）の気候      | 鶴居（1991年 - 2020年）の気候 | 鶴居（1991年 - 2020年）の気候 | 鶴居（1991年 - 2020年）の気候 | 鶴居（1991年 - 2020年）の気候 | 鶴居（1991年 - 2020年）の気候 | 鶴居（1991年 - 2020年）の気候 | 鶴居（1991年 - 2020年）の気候 | 鶴居（1991年 - 2020年）の気候 | 鶴居（1991年 - 2020年）の気候 | 鶴居（1991年 - 2020年）の気候 | 鶴居（1991年 - 2020年）の気候 | 鶴居（1991年 - 2020年）の気候 | 鶴居（1991年 - 2020年）の気候 |
| 月                                 | 1月                           | 2月                           | 3月                           | 4月                           | 5月                           | 6月                           | 7月                           | 8月                           | 9月                           | 10月                          | 11月                          | 12月                          | 年                            |
| ---------------------------------- | ----------------------------- | ----------------------------- | ----------------------------- | ----------------------------- | ----------------------------- | ----------------------------- | ----------------------------- | ----------------------------- | ----------------------------- | ----------------------------- | ----------------------------- | ----------------------------- | ----------------------------- |
| 最高気温記録 °C （°F）             | 8.8 (47.8)                    | 13.9 (57)                     | 16.3 (61.3)                   | 27.1 (80.8)                   | 35.0 (95)                     | 32.0 (89.6)                   | 34.7 (94.5)                   | 35.1 (95.2)                   | 32.0 (89.6)                   | 26.1 (79)                     | 21.0 (69.8)                   | 13.1 (55.6)                   | 35.1 (95.2)                   |
| 平均最高気温 °C （°F）             | −0.8 (30.6)                   | −0.3 (31.5)                   | 3.8 (38.8)                    | 10.1 (50.2)                   | 15.8 (60.4)                   | 18.9 (66)                     | 22.2 (72)                     | 23.7 (74.7)                   | 21.1 (70)                     | 15.7 (60.3)                   | 8.7 (47.7)                    | 1.8 (35.2)                    | 11.7 (53.1)                   |
| 日平均気温 °C （°F）               | −7.1 (19.2)                   | −6.5 (20.3)                   | −1.7 (28.9)                   | 4.0 (39.2)                    | 9.4 (48.9)                    | 13.3 (55.9)                   | 17.2 (63)                     | 18.7 (65.7)                   | 15.7 (60.3)                   | 9.4 (48.9)                    | 2.5 (36.5)                    | −4.4 (24.1)                   | 5.9 (42.6)                    |
| 平均最低気温 °C （°F）             | −13.9 (7)                     | −13.8 (7.2)                   | −7.8 (18)                     | −1.8 (28.8)                   | 3.6 (38.5)                    | 8.8 (47.8)                    | 13.4 (56.1)                   | 14.9 (58.8)                   | 10.8 (51.4)                   | 3.2 (37.8)                    | −3.6 (25.5)                   | −10.8 (12.6)                  | 0.3 (32.5)                    |
| 最低気温記録 °C （°F）             | −27.2 (−17)                   | −26.9 (−16.4)                 | −21.4 (−6.5)                  | −13.5 (7.7)                   | −7.0 (19.4)                   | −2.4 (27.7)                   | 0.9 (33.6)                    | 5.9 (42.6)                    | −0.2 (31.6)                   | −6.6 (20.1)                   | −15.5 (4.1)                   | −22.5 (−8.5)                  | −27.2 (−17)                   |
| 降水量 mm （inch）                 | 47.9 (1.886)                  | 30.0 (1.181)                  | 70.1 (2.76)                   | 87.7 (3.453)                  | 122.8 (4.835)                 | 112.2 (4.417)                 | 136.6 (5.378)                 | 168.8 (6.646)                 | 170.9 (6.728)                 | 123.8 (4.874)                 | 75.7 (2.98)                   | 61.9 (2.437)                  | 1,203.6 (47.386)              |
| 降雪量 cm （inch）                 | 80 (31.5)                     | 72 (28.3)                     | 82 (32.3)                     | 26 (10.2)                     | 1 (0.4)                       | 0 (0)                         | 0 (0)                         | 0 (0)                         | 0 (0)                         | 0 (0)                         | 8 (3.1)                       | 62 (24.4)                     | 332 (130.7)                   |
| 平均降水日数 （≥1.0 mm）           | 5.7                           | 4.7                           | 7.5                           | 9.0                           | 10.5                          | 9.7                           | 11.1                          | 11.6                          | 12.0                          | 8.8                           | 8.1                           | 6.8                           | 102.5                         |
| 平均月間日照時間                   | 148.8                         | 151.6                         | 176.4                         | 169.0                         | 170.5                         | 134.7                         | 109.5                         | 120.2                         | 131.9                         | 160.9                         | 151.7                         | 146.1                         | 1,768.4                       |
| 出典1：Japan Meteorological Agency |                               |                               |                               |                               |                               |                               |                               |                               |                               |                               |                               |                               |                               |
| 出典2：気象庁                      |                               |                               |                               |                               |                               |                               |                               |                               |                               |                               |                               |                               |                               |

## 隣接している自治体
- 釧路総合振興局
  - 釧路市
  - 川上郡：標茶町
  - 釧路郡：釧路町

## 歴史
- 1937年（昭和12年）4月1日 - 舌辛村（現在の釧路市阿寒町）から分村し、二級町村制施行、鶴居村
- 1957年（昭和32年） - 地方財政法による自主財政再建団体となる。
- 1959年（昭和34年） - 再建計画を完了。

## 行政
福祉が充実しており、高校生までの医療費は無料となっている。
2003年（平成15年）から2005年（平成17年）まで、介護保険料が日本一の高額（月額5942円）であったが、2006年（平成18年）4月の改定後は4759円となり、日本一ではなくなっている。

## 経済

### 産業
酪農・農業が盛ん。農業所得は世帯あたり国内上位である。チーズは農林水産大臣賞を受賞以後、多賞受賞。
クラフトビールの製造、ワイン向けぶどう栽培。
冬季はタンチョウの飛来が多いことから国内海外からの写真家の長期滞在が多く、観光業も盛んとなっている。
天然記念物に指定されているキラコタン岬、温根内ビジターセンターから釧路湿原内に入る木道、北海道内唯一・全国民間初運営の森林セラピー基地「山﨑山林」などをフィールドとしたバードウォッチング、自然散策、森林セラピー、チーズの製造工房等の体験観光も盛んとなっている。

### 農協
- 釧路丹頂農業協同組合（JAくしろ丹頂）
- 北海道農業共済組合（NOSAI北海道）釧路西部支所・鶴居家畜診療所

### 郵便局
- 鶴居郵便局（集配局）
- 幌呂郵便局（集配局）
- 下久著路簡易郵便局

### 宅配便
- ヤマト運輸：道東主管支店阿寒センター（釧路市）
- 佐川急便：釧路営業所（釧路市）

## 公共機関

### 警察
- 釧路警察署鶴居駐在所

### 消防
釧路北部消防事務組合消防本部
- 鶴居消防署

## 地域

### 人口
| |                                        |  |
| 鶴居村と全国の年齢別人口分布（2005年） | 鶴居村の年齢・男女別人口分布（2005年） |  |
| ■紫色 ― 鶴居村 ■緑色 ― 日本全国 | ■青色 ― 男性 ■赤色 ― 女性              |  |
| 鶴居村（に相当する地域）の人口の推移 \| 1970年（昭和45年） \| 3,015人 \| \| \| 1975年（昭和50年） \| 2,651人 \| \| \| 1980年（昭和55年） \| 2,638人 \| \| \| 1985年（昭和60年） \| 2,856人 \| \| \| 1990年（平成2年） \| 2,829人 \| \| \| 1995年（平成7年） \| 2,759人 \| \| \| 2000年（平成12年） \| 2,728人 \| \| \| 2005年（平成17年） \| 2,672人 \| \| \| 2010年（平成22年） \| 2,629人 \| \| \| 2015年（平成27年） \| 2,534人 \| \| \| 2020年（令和2年） \| 2,558人 \| \| |                                        |  |
| 総務省統計局 国勢調査より |                                        |  |
| 1970年（昭和45年） | 3,015人                                |  |
| 1975年（昭和50年） | 2,651人                                |  |
| 1980年（昭和55年） | 2,638人                                |  |
| 1985年（昭和60年） | 2,856人                                |  |
| 1990年（平成2年） | 2,829人                                |  |
| 1995年（平成7年） | 2,759人                                |  |
| 2000年（平成12年） | 2,728人                                |  |
| 2005年（平成17年） | 2,672人                                |  |
| 2010年（平成22年） | 2,629人                                |  |
| 2015年（平成27年） | 2,534人                                |  |
| 2020年（令和2年） | 2,558人                                |  |

2009年9月末現在
- 総数 2,571人（男1,276人、女1,295人）
- 世帯数 1,027世帯

### 教育
- 高等学校
  - なし
- 中学校
  - 鶴居
- 小学校
  - 鶴居
  - 下幌呂
- 廃止された小学校/小中学校
  - 暁峰（ぎょうほう、1969年（昭和44年）3月31日閉校）
  - 中久著呂（なかくちょろ、1969年（昭和44年）3月31日）
  - 下雪裡（しもせつり、1974年（昭和49年）9月30日閉校）
  - 支雪裡（しせつり、1974年（昭和49年）3月31日閉校）
  - 上幌呂（かみほろろ、1999年（平成11年）3月31日閉校、小中学校）
  - 茂雪裡（もせつり、2003年（平成15年）3月31日閉校）
  - 下久著呂（しもくちょろ、2005年（平成17年）3月31日閉校）
  - 幌呂（ほろろ、2025年（令和7年）3月31日閉校、小中学校）

## 交通

### 空港
- 釧路空港 （釧路市、約40km）

### 鉄道
現在は村内を鉄道路線は通っていない。鉄道を利用する場合の最寄り駅は、JR北海道根室本線釧路駅。

#### 廃線

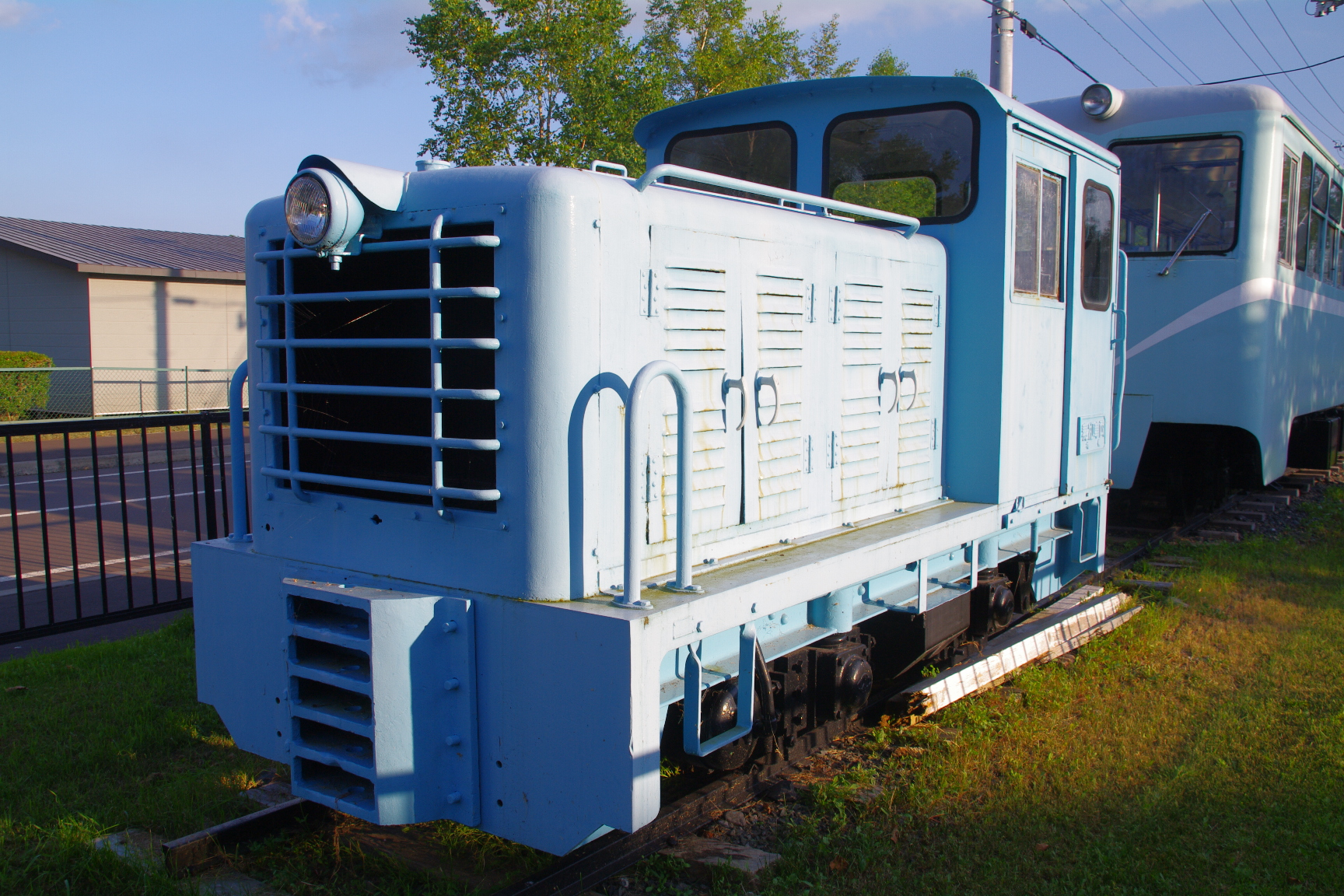
旧鶴居村営軌道のディーゼル機関車

- 鶴居村営軌道

### バス
- 阿寒バス（釧路駅前～鶴居保養センター・新幌呂間）

### 道路
- 高速道路
  - なし
- バイパス
  - なし
- 一般国道
  - 国道274号
- 道道
  - 北海道道53号釧路鶴居弟子屈線
  - 北海道道243号阿寒標茶線
  - 北海道道829号幌呂原野鶴居線
  - 北海道道1093号阿寒公園鶴居線

## 名所・旧跡・観光スポット・祭事・催事

### レジャー
- 鶴居運動広場
- グリーンパークつるい
- 鶴居どさんこ牧場「自然探勝会」
- つるい村民の森オートキャンプ場

### 観光
- 釧路湿原 - 国の天然記念物
- 鶴見台
- 鶴居伊藤サンクチュア
- 音羽橋（丹頂鶴観察の世界的有名スポット）
- 山﨑山林（北海道内唯一・全国民間初運営の森林セラピー基地）

## 名産品
村の名前をそのまま冠したナチュラルチーズ「鶴居」がある。また、鶴居村で栽培されるダイコンには「丹頂大根」というブランドが与えられている。

## 出身人物・関係人物
- 伊藤良孝 岩手県北上市出身の酪農家。タンチョウの保護活動に貢献した。
- 渡部トメ 鶴居村出身。1962年から鶴見台でタンチョウへの給餌を行い、タンチョウの保護活動に貢献した。
- 北村直人 鶴居村出身。政治家（元衆議院議員）、獣医師、日本獣医師会顧問、酪農学園大学特別講師。
- 伊藤重行 鶴居村出身。九州産業大学大学院教授。書籍「ツルになった おばあちゃん −ツルとトメさんが教えてくれたこと−」著者。
- 田中永真 鶴居村出身。タイタン所属のお笑いコンビ「まんじゅう大帝国」のメンバー。

## テレビ番組
- 日経スペシャル ガイアの夜明け 徹底検証“介護保険”のでたらめ（2004年6月8日、テレビ東京）[6]。- 日本で一番高い介護保険料を取材。

## 備考
漫画家の山上たつひこの代表作として知られる「がきデカ」の主人公・こまわり君が発するギャグのひとつに「鶴居村からツルが来るぅ～」がある。